# Erastria mangiferaria
Erastria mangiferaria är en fjärilsart som beskrevs av Jean Baptiste Boisduval 1833. Erastria mangiferaria ingår i släktet Erastria och familjen mätare. Inga underarter finns listade i Catalogue of Life.